# Keratella americana
Keratella americana är en hjuldjursart som beskrevs av Carlin 1943. Keratella americana ingår i släktet Keratella och familjen Brachionidae. Inga underarter finns listade i Catalogue of Life.